# François Heutte
François Heutte est un footballeur français né le 21 février 1938 à Chaumont-en-Vexin (Oise). Il évoluait en tant qu'attaquant, mesurant 1,78 m pour 74 kg. Avec l'équipe de France, il participa au Championnat d'Europe de football 1960 et termine meilleur buteur avec deux buts. 
Un stade porte son nom au Fidelaire, commune de l'Eure.

## Carrière de joueur
- 1956 à 1957 : FC Rouen
- 1958 à 1959 : Lille OSC
- 1960 à 1963 : RC Paris
- 1963-64: Stade de Reims
- 1964-65: AS Saint-Étienne
- 1965-66 : Lille OSC[1]
- 1966-67 : Stade de Reims
- 1968 à 1969 : ECAC Chaumont (en Division 2)
- 1970 à 1972 : RC Paris (en Division d'Honneur, puis en Division 3)

## Palmarès

### En club
- Vice-champion de France en 1961 et en 1962 avec le RC Paris

### En équipe de France
- 9 sélections et 4 buts[2] entre 1959 et 1961
- International junior en 1956
- Participation au Championnat d'Europe des nations en 1960 (4e)

### Distinction individuelle
- Meilleur buteur du Championnat d'Europe des nations en 1960 (2 buts)